# Джигава
Джигава (англ. , хауса и фула Jigawa) — штат на севере Нигерии. 18 по площади и 8 по населению штат Нигерии. Административный центр штата — город Дуце.

## История
Был образован 27 августа 1991 года. Агитацию за создание штата возглавил Малам Инува-Дуце, бывший комиссар по сельскому хозяйству и природным ресурсам в старом штате Кано (в состав которого входят нынешние штаты Кано и Джигава) во время губернаторства Альхаджи Ауду Бако в 1970-х, однако, после военного переворота 1975 года процесс затянулся. Следующая попытка состоялась в конце 1980-х годов и обрела поддержку среди населения Джигавы. Победоносный момент произошёл в августе 1991 года, во время военного режима президента Ибрагима Бадамаси Бабангиды. Попытка увенчалась успехом, большинство местных органов власти, представленных в первоначальном отчете о создании штата, были поэтапно отменены и введены новые. На территории штата действуют законы шариата.

## Административное деление
Административно штат делится на 27 территорий местного управления:
- Ойо
- Бабура
- Биринива
- Бирнин Куду
- Буджи
- Дуце
- Гагарава
- Гарки
- Гумель
- Гури
- Гварам
- Гвива
- Хадейя
- Яхун
- Кафин Хоса
- Когама
- Казоре
- Кири Касама
- Кьява
- Майгатари
- Малам Мадори
- Мига
- Ринджим
- Рони
- Суле Танкаркар
- Тора
- Янкваши

## Экономика
Штат Джигава — бедный сельскохозяйственный штат Нигерии.